# Vanilla martinezii
Vanilla martinezii är en orkidéart som beskrevs av Soto Arenas. Vanilla martinezii ingår i släktet Vanilla och familjen orkidéer. Inga underarter finns listade i Catalogue of Life.